# 川村則子
川村則子（1969年-　）は、建築家で日本のアトリエ系建築設計事務所bbrを蜂屋景二と共同主宰。
東京都生まれ。1992年（平成4年）、明治大学工学部建築学科卒業。1992年（平成4年）-1999年（平成11年）山本理顕設計工場に勤務をへて、bbr設立

## 受賞
- 2001年 東京建築士会住宅建築賞（ウノキ）
- 2002年 沼津市優良建築賞（ロッジ）
- 2003年 東京建築士会住宅賞（ロータスアパートメント）